# Slag bij Stellau
De Slag bij Stellau was een veldslag die plaatshad in het jaar 1201 nabij het plaatsje Stellau, dat vandaag de dag een stadsdeel is van Wrist in de Duitse deelstaat Sleeswijk-Holstein. Een Duits leger onder leiding van graaf Adolf III van Holstein nam het op tegen een Deens leger onder leiding van hertog Waldemar van Sleeswijk. Waldemar behartigde de belangen van zijn broer, koning Knoet VI van Denemarken.
Nadat Adolf III van Holstein na zijn deelname aan de Derde Kruistocht naar Europa was teruggekeerd ontstond er in 1197 een meningsverschil tussen hem en de Deense koning Knoet VI over het eiland Rügen, in 1200 gevolgd door een conflict over Dithmarschen.
De Deense koning gaf Waldemar van Sleeswijk de opdracht om het conflict in het voordeel van Denemarken te beslechten. Bij Stellau kwam het tot een treffen waarbij de Denen het Duitse leger verpletterden. Adolf trok zich, via Stade, terug naar de stad Hamburg waar Waldemar hem belegerde en gevangennam. In 1202 werd Waldemar als Waldemar II koning van Denemarken. Pas in 1203 liet de nieuwe koning Adolf vrij, met als voorwaarde dat deze van alle aanspraken op Holstein afzag. Graaf Adolf trok zich op zijn slot in Schauenburg terug en stierf aldaar in 1225.
Waldemar verkreeg na afloop van deze slag zijn bijnaam de Overwinnaar en behield de hegemonie over de Noord-Duitse kuststrook, inclusief Holstein, tot aan de Slag bij Bornhöved, waar Waldemar een nederlaag leed tegen Adolf IV van Holstein, de zoon van Adolf III.